# Assedio di Iafa
L'assedio di Iafa costituì una fase diversiva al ben più importante assedio di Iotapata, evento che corrispondeva alla fase iniziale delle campagne militari di Vespasiano contro i Giudei, i quali si erano ribellati al potere romano nella provincia della Giudea.

## Contesto storico
Nel 66, Nerone, venuto a conoscenza della sconfitta subita in Giudea dal suo legatus Augusti pro praetore di Siria, Gaio Cestio Gallo, colto da grande angoscia e timore, trovò che il solo Vespasiano (il futuro imperatore romano) sarebbe stato all'altezza del compito, e quindi capace di condurre una guerra tanto importante in modo vittorioso.
E così Vespasiano fu incaricato della conduzione della guerra in Giudea, che minacciava di espandersi a tutto l'Oriente. Vespasiano, come prima disposizione, inviò il figlio Tito ad Alessandria d'Egitto, per rilevare la legio XV Apollinaris, mentre egli stesso attraversava l'Ellesponto, raggiungendo la Siria via terra, dove concentrò le forze romane e numerosi contingenti ausiliari di re clienti.
Qui Vespasiano rafforzava l'esercito siriaco (legio X Fretensis), aggiungendo due legioni (la legio V Macedonica e la legio XV Apollinaris, giunta dall'Egitto), otto ali di cavalleria e dieci coorti ausiliarie, mentre attendeva l'arrivo del figlio Tito, nominato suo vice (legatus).
Con l'inizio del nuovo anno (67), Vespasiano si decise ad invadere la Galilea personalmente, partendo da Tolemaide. Vespasiano conquistò al primo assalto la città di Gabara, che era rimasta priva di uomini validi per la sua difesa. Poco dopo decise di assaltare la città-fortezza giudea di Iotapata.

## Antefatto
E mentre Vespasiano, era ancora alle prese con il lungo assedio sotto le mura di Iotapata da ormai un mese, dispose di inviare un suo legatus legionis, Traiano (padre del futuro imperatore Traiano), il comandante della legio X Fretensis con mille cavalieri e duemila fanti contro una vicina città a Iotapata, di nome Iafa, anch'essa insorta, dopo aver assistito all'inatteso successo della resistenza degli Iotapateni, per espugnarla.

## Assedio
Traiano, giunto nei pressi della città, si accorse che non era facilmente espugnabile, poiché si trovava in una posizione ben difendibile per la natura, oltre ad essere circondata da una doppia cinta di mura. Quando gli abitanti uscirono per attaccar battaglia, il comandante romano ordinò un contrattacco immediato in modo da sorprenderli, tanto che dopo una breve resistenza iniziale, gli abitanti di Iafa furono travolti fin sotto le mura. Giunti alla prima cerchia, vi si introdussero insieme ai Romani che li avevano inseguiti e che si erano mischiati a loro, tanto che quando provarono ad entrare all'interno della seconda cinta, gli venne negato l'accesso, temendo che anche i Romani potessero irrompere in città. E così, mentre tutti insieme, si accalcavano alle porte, ed i Giudei chiedevano aiuto a quelli che si trovavano sulle mura, supplicandoli e chiamandoli per nome, vennero trucidati dai Romani alle loro spalle.
rinchiusi tra i due baluardi, molti si uccisero a vicenda, molti si suicidarono e moltissimi caddero sotto i colpi dei Romani, senza aver tentato di difendersi. Oltre al terrore che avevano per il nemico [che li incalzava], apparivano anche demoralizzati a causa del tradimento dei loro. Alla fine caddero imprecando non contro i Romani, ma contro i loro cari, e morirono tutti e dodicimila.»
(Giuseppe Flavio, Guerra giudaica, III, 31.295-297)
Traiano, ritenendo che ormai non vi fossero più armati a difendere la città o che comunque erano talmente spaventati per l'accaduto che non avrebbero avuto il coraggio di muoversi, decise di lasciare l'onore di espugnare la città al suo comandante. Inviò, pertanto, dei messi a Vespasiano chiedendogli di mandare suo figlio Tito per portare a termine l'assedio, che sarebbe stato coronato da certa vittoria. Ma poiché il comandante romano credeva ci fosse ancora da fare, mandò il figlio con un contingente di altri cinquecento cavalieri e mille fanti.
Tito, dopo aver raggiunto velocemente la città, schierò le forze collocando sull'ala sinistra, Traiano, mentre egli stesso si pose a capo dell'ala destra e mosse all'assalto. I Romani posero le scale ovunque lungo le mura. Mentre i Galilei, dopo aver tentato una timida resistenza, furono costretti ad abbandonare le mura, i Romani, scalate le stesse, poterono dilagare rapidamente all'interno della città. La violenta battaglia che ne seguì, vide i Galilei assaltare i Romani nelle viuzze cittadine, mentre le donne scagliavano giù dalle case tutto ciò che capitava loro tra le mani. La resistenza durò per sei ore.

## Conseguenze
Al termine del combattimento, tutte le persone di sesso maschile vennero trucidati, all'aperto o nelle loro case, giovani e vecchi senza distinzione. Furono risparmiati solo i bambini, che vennero condotti in schiavitù insieme alle loro madri. Il numero complessivo dei morti nella città e durante il precedente combattimento fu di quindicimila, quello dei prigionieri di duemila cento trenta. Questa sconfitta si abbatté sui Galilei il venticinquesimo giorno del mese di Desio (l'attuale mese di maggio).